# Большая синагога Марселя
Большая синагога Марселя (фр. Grande synagogue de Marseille) — синагога на улице Бретей в 6-м аррондисмане Марселя. С 2007 года классифицируется как исторический памятник.

## История
Поскольку предыдущая синагога пришла в упадок и была слишком маленькой, в 1855 году началась кампания по сбору денег на новую синагогу. В 1860 году был одобрен проект архитектора Натана Саломона, а строительство здания было завершено в 1864 году.
Синагога имеет форму базилики, которая чаще всего ассоциируется с древней Грецией и Римом, а также церквями. Построена в романо-византийском стиле, прообразом до некоторой степени послужила синагога Назарета, построенная в Париже в 1852 году. Внутри расположены кафедра и орган, которые также больше ассоциируются с христианскими зданиями, чем с иудейскими, а восточный дизайн был выбран, чтобы отразить разнообразие верующих.
В январе 2016 года министр внутренних дел Франции Бернар Казнёв посетил синагогу в знак солидарности с местным учителем, на которого напал подросток, сторонник Исламского государства. В сентябре 2018 года президент Франции Николя Саркози выступил в синагоге с осуждением антисемитизма.